# Baiji (Irak)
Baiji (en árabe: بيجي ; también llamada Bayji) es una ciudad de unos 200 000 habitantes al norte de Irak. Se ubica a más de 200 km al norte de Bagdad, por la carretera a Mosul. Cuenta con un gran centro industrial, refinería y plantas químicas.
El 25 de diciembre de 2007, ocurrió un atentado terrorista que ocasionó la muerte de 25 personas y dejó más de 80 heridos.